# Peyerimhoffia menzeli
Peyerimhoffia menzeli is een muggensoort uit de familie van de rouwmuggen (Sciaridae). De wetenschappelijke naam van de soort is voor het eerst geldig gepubliceerd in 2005 door Vilkamaa & Hippa.